# José López de Toro
José López del Toro (Santa Fe (Granada), 1898 – 12 d'agost de 1972) fou un sacerdot espanyol, acadèmic de la Reial Acadèmia de la Història.

## Biografia
Estudià amb els pares Paüls de Terol i al Seminari Pontifici de Granada. S'ordenà prevere el 1923, es doctorà en filosofia escolàstica el 1924 i en teologia el 1927 a la Universitat de Granada. El 1936 es llicenciaria en filosofia i lletres a la Universitat de Madrid.
El 1935 fou nomenat bibliotecari del Museu Arqueològic de Tarragona i poc després de la Biblioteca Universitària de Granada, de la que n'arribaria a ser director. Destacat traductor del llatí al castellà, va traduir l'Epistolari de Pere Màrtir d'Angleria.
El 1958 va ingressar a la Reial Acadèmia de la Història i s'encarregà de l'Inventari General de Manuscrits de la Biblioteca Nacional d'Espanya. El 1969, quan es trobava a Anglaterra fent una conferència a Oxford i Cambridge va esclatar l'escàndol dels manuscrits de Leonardo da Vinci i fou allunyat de la Biblioteca Nacional d'Espanya. Va morir en desembre de 1972, poc després d'acceptar un càrrec a la Fundació Juan March.

## Traduccions
- Encomio de don Fernando Alvarez de Toledo, duque de Alba (Madrid: Blass, 1945)
- Elogio de Vaca de Castro (Madrid: C.S.I.C., 1947),
- De Rebus Indicis (Madrid: C.S.l.C., 1943)
- Libra de oro de Fray Luis de León (Zaragoza: Ebro, 1942)
- Las Bibliotecas en la antigüedad de Justo Lipsio (Valencia: Castalia, 1948);
- Historia de la Guerra de Navarra d'Antonio de Nebrija (Madrid: Escelicer, 1953);
- Vida de don Juan de Austria d'Antonio Ossorio (Madrid: Blass, 1945);
- Tratados internacionales de las Reyes Católicos (Madrid: Imprenta Gongora, 1952);
- Epistolas de Juan de Verzosa (Madrid: C.S.I.C., 1 CJ45)